# Achyranthes angustifolia
Achyranthes angustifolia är en amarantväxtart som först beskrevs av Vahl, och fick sitt nu gällande namn av Lopr. Achyranthes angustifolia ingår i släktet Achyranthes och familjen amarantväxter. Inga underarter finns listade i Catalogue of Life.